# Paragnetina immarginata
Paragnetina immarginata är en bäcksländeart som först beskrevs av Thomas Say 1823.  Paragnetina immarginata ingår i släktet Paragnetina och familjen jättebäcksländor. Inga underarter finns listade i Catalogue of Life.